# Macotera
Macotera är en ort och kommun i provinsen Salamanca i den autonoma regionen Kastilien och León i västra Spanien. Orten ligger cirka 35 kilometer sydost om Salamanca. Kommunen har 1 001 invånare (2024), på en yta av 32,93 km².